# جنیفر زیتس
جنیفر زیتس (آلمانی: Jennifer Zietz؛ زادهٔ ۱۴ سپتامبر ۱۹۸۳) یک بازیکن زن بازنشستهٔ فوتبال اهل آلمان است.

## باشگاهی
زیتس به تیم توربین پوتسدام کمک کرد تا در فصل ۲۰۱۰–۲۰۰۹ لیگ قهرمانان اروپای زنان مقابل تیم فوتبال بروندبی در دور شانزدهم این رقابتها به پیروزی برسد. وی در پایان فصل ۲۰۱۵–۲۰۱۴ از فوتبال خداحافظی کرد.

## تیم ملی
وی همچنین در تیم ملی فوتبال زنان آلمان بازی کرده‌است.

## افتخارات

### باشگاهی
- جام یوفا:
  - قهرمان: سالهای ۲۰۰۵، ۲۰۱۰
- بوندس‌لیگا:
  - قهرمان: فصلهای ۰۴–۲۰۰۳، ۰۶–۲۰۰۵، ۰۹–۲۰۰۸، ۱۰–۲۰۰۹، ۱۱–۲۰۱۰، ۱۲–۲۰۱۱
- جام حذفی آلمان:
  - قهرمان: ۲۰۰۴، ۲۰۰۵، ۲۰۰۶
- دی‌اف‌بی-هالنپوکال:
  - قهرمان: ۲۰۰۴، ۲۰۰۵، ۲۰۰۸، ۲۰۰۹، ۲۰۱۰، ۲۰۱۳، ۲۰۱۴

### تیم ملی آلمان
- مسابقات فوتبال زنان اروپا: قهرمان ۲۰۰۹